# Grrreeny
 (octobre 2011).
Si vous disposez d'ouvrages ou d'articles de référence ou si vous connaissez des sites web de qualité traitant du thème abordé ici, merci de compléter l'article en donnant les références utiles à sa vérifiabilité et en les liant à la section « Notes et références ».
Grrreeny est une série de bande dessinée humoristique dérivée de Kid Paddle, créée par le même auteur Midam, qui réalise les dessins avec Adam, ainsi que les scénarios. Midam est accompagné dans cette dernière tâche par une équipe d'autres scénaristes. La série est mise en couleur par Angèle.

## Publication

### Périodiques
- Le Journal de Spirou
- Kid Paddle Magazine

### Albums
- Les Carnets de Grrreeny : Sors tes griffes pour ta planète (2010) (Prix Collégien du Musée des Confluences de Lyon en 2011).

1. Vert un jour, vert toujours (2012) (Prix du Livre Environnement 2012 de la Fondation Véolia).
2. Un cadeau de la nature (2013)
3. Habitons bio ! (2014)
4. Green Anatomy (2016) (Avec une première mondiale: la description officielle par l'entomologiste français Yves Gomy de deux espèces d'Insectes Coléoptères (Histeridae) au sein d'une B. D.).